# Teatr Aleksandër Moisiu w Durrës
Teatr Aleksandër Moisiu w Durrës (alb.: Teatri "Aleksandër Moisiu") – jedna z najważniejszych scen teatralnych Albanii, która rozpoczęła działalność w styczniu 1953 w Durrës.

## Historia
Tradycje amatorskiego ruchu teatralnego w Durrës sięgają końca XIX wieku, kiedy w mieście zaczęła działać pierwsza grupa teatralna. W styczniu 1953 grupa czternastu aktorów, pochodzących z Korczy i Szkodry, a występujących do tej pory w miejscowym domu kultury, zainicjowała działalność teatru zawodowego, który przyjął imię znanego aktora Aleksandra Moisiu. W gronie założycieli teatru znajdowali się: Nikolin Xhoja, Meropi Xhoja, Marta Burda, Lutfi Hoxha, Todi Thanasi, a także Spiro Urumi. Działalność sceny zainaugurowało wystawienie w dniu 12 kwietnia 1953 dramatu Vajza nga fshati (Dziewczyna ze wsi) Fatmira Gjaty, w reż. Pandi Stillu. Pierwszym znaczącym sukcesem teatru okazała się w 1954 premiera komedii Prefekt Besima Levonji, w reż. Nikolina Xhoji. Spektakl obejrzało blisko 20 tysięcy widzów. Początkowo aktorzy występowali w sali miejscowego kina. W lutym 1965 oddano do użytku budynek przy Placu Wolności (Sheshi Liria), który stanowi do dziś siedzibę teatru.

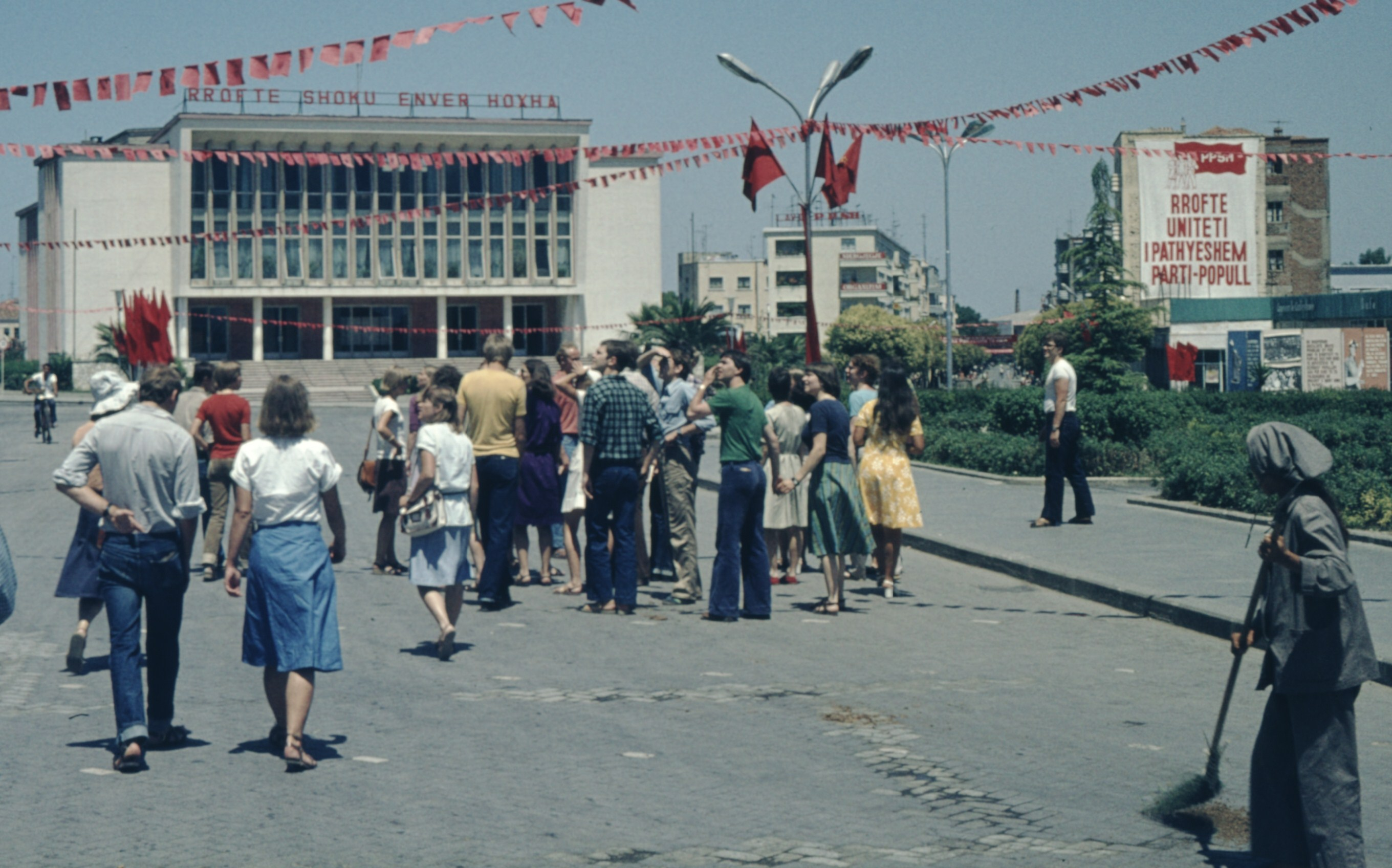
Budynek teatru w roku 1978

W latach 80. na scenie w Durrës występowało 32 aktorów, prezentując głównie dokonania albańskiej dramaturgii. W następnej dekadzie teatr doświadczył kryzysu wywołanego transformacją ustrojową po upadku komunizmu w Albanii. W zespole pozostało ośmiu aktorów, a wydatki na kostiumy i scenografię drastycznie ograniczono. Na scenie prezentowano w tym czasie znane dzieła światowej dramaturgii, w tym Tango Sławomira Mrożka. W latach 90. teatr dramatyczny połączono ze sceną estradową. Od września 2019 dyrektorem teatru jest aktor Laert Vasili.
W 2015 inscenizacja Elektry, w reż. Laerta Vasiliego zdobyła wyróżnienie na Międzynarodowym Festiwalu Teatralnym w Butrincie.